# Erik Satie
Alfred Éric Leslie Satie (Honfleur, 17. svibnja 1866. – Pariz, 1. srpnja 1925.) bio je francuski skladatelj i pijanist. Poznatiji je po pseudonimu Erik Satie, kojeg koristi od 1884., kada sklada svoje prvo glazbeno djelo. 
Osim što se bavio glazbom, Satie je iza sebe ostavio znatan broj publikacija, pišući za raznovrsne časopise, od dadaističkog časopisa 391, pa do američkog Vanity Fair. Iako je tijekom kasnijeg života govorio kako je sva svoja djela potpisao svojim imenom, postoje indicije da je krajem XIX. stoljeća koristi i pseudonime Virginie Lebeau i François de Paule. 

## Životopis
U dobi od 13 godina upisuje se u Pariški konzervatorij, gdje uči glasovir; učitelji ga prepoznaju kao nedovoljno talentiranog i lijenog učenika. Profesor Georges Mathias – pijanist i skladatelj – s velikom je uvjerenošću objašnjavao mladiću da nije za pijanista, nego da se radije bavi kompozicijom, za što ima dara. Konzervatorij ga je otpustio uz uputu da se javi ponovo za nekoliko godina; te se on u dobi od 19 godina doista ponovo upisao u istu školu. Rezultat je bio sličan te je Erik Satie ubrzo prekinuo svoje školovanje u slavnoj glazbenoj instituciji. 
Nakon povratka iz vojske u koju odlazi 1886. godine da bi ubrzo bio otpušten zbog teškog bronhitisa, nastanjuje se na Monmartreu, te prijateljuje s umjetnicima, među kojima se izdvajaju pjesnik Patrice Contamine i slavni kompozitor Claude Debussy. Ondje već 1887. god. objavljuje tri kompozicije za glasovir pod imenom Sarabandes,  da bi 1888. godine objavio prvu od tri svoje Gymnopédies, također skladbu za glasovir. Glazba koju stvara Satie razlikuje se od tada uobičajene salonske glazbe, te ubrzo zaslužuje pažnju među umjetnicima.  
Skromna financijska sredstva koja je Satie imao na raspolaganju su ubrzo potrošena, te se on 1889. god. morao prihvatiti pragmatičnijeg posla pijaniste u kabaretu. Svira u Le Chat Noir na Montmarteu, prvom modernom kabaretu na svijetu. Narednih će godina od komponiranja uglavnom vršiti prerade glazbenih komada za sviranje na pijanu u kabaretu. 1905. godine se odlučuje – na čuđenje okoline – da kao već iskusni glazbenik pohađa Schola Cantorum de Paris, gdje studira radeći i dalje u kabaretu; profesori surađuju s njime u uzajamnom poštovanju, te narednih 6 godina u toj školi dobiva formalne glazbene kvalifikacije. 
Satie je 1887. predstavljen kao gimnopedist, nedugo prije no što je skladao svoje najpoznatije djelo – Gymnopédies. Kasnije je sam sebe prozvao "fonometrografom" ili "fonometričarom" (što doslovno znači osoba koja mjeri zvuk), te je preferirao taj naziv ispred naziva "glazbenik". Taj naziv si je dodijelio 1911. kada je u knjizi o suvremenim francuskim skladateljima nazvan "nespretnim, ali suptilnim tehničarem".
Približno od 1912. godine, Satijevo djelo postaje popularno, uključivo i njegove ranije skladbe. Kao značajna figura u umjetničkom životu Pariza, gdje se uključuje i pruža potporu svim avangardnim umjetničkim grupama i pokretima, sklada do 1924. godine. Poslije mu zdravstveno stanje više ne omogućuje skladanje: Sati se godinama odavao teškom opijanju, te je naposljetku dobio cirozu jetre, od čijih posljedica i umire 1925. godine, u dobi od 59 godina.
Erik Satie je bio socijalist, a nakon I. svjetskog rata (tj. nakon Oktobarske revolucije) se pridružio militantom komunističkom dijelu socijalističkog pokreta.
Satie je bio stidljiv kada su posrijedi žene, ali se 1893. godine jako zaljubio u svoju vršnjakinju Suzanne Valadon, parišku slikaricu koja je zarađivala pozirajući drugim slikarima. Veza je bila strastvena, ali ga je Suzanne nakon nekoliko mjeseci ostavila. Satie je bio slomljen, i izgleda da mu je to bila jedina romantična veza u životu.
Kao jedna od najraznovrsnijih glazbenih ličnosti XX. stoljeća, Erik Satie se smatra pretečom avangarde, minimalizma i Teatra apsurda.

## Vanjske poveznice

### Sestrinski projekti
|  | Zajednički poslužitelj ima još gradiva o temi Erik Satie |

### Mrežna sjedišta
- James Nye: »Erik Satie: Autour des Nocturnes« (engl.)
- »Erik Satie, Le site du compositeur« (franc.)